# ویلیام ویکری
ویلیام ویکری (به انگلیسی: William Vickrey)
(زاده ۲۱ ژوئن ۱۹۱۴ – درگذشته ۱۱ اکتبر ۱۹۹۶) اقتصاددان کانادایی بود که در سال ۱۹۹۶ موفق به دریافت جایزه نوبل اقتصاد شد.